# Estrusoma
Gli estrusomi sono organuli presenti nelle cellule dei Protisti che, in seguito a stimoli di differente tipo (per esempio, meccanico o chimico) vengono rapidamente espulsi all'esterno della cellula subendo, nel passaggio allo stato estruso, cambiamenti morfologici

## Classificazione
In base alla morfologia e alla funzione gli estrusomi possono essere classificati in tre classi generali: 
- Mucocisti : sono di solito organelli di forma ovale, situate sotto la corteccia dei ciliati, con un contenuto amorfo ed elettrondenso ("mucoso"). Sono talora utilizzate per la formazione dei rivestimenti protettive delle cisti, le forme di resistenza ricoperte da un rivestimento e con attività metabolica ridotta
- Tossicisti : sono organelli sottili di forma tubulare, contenuti soprattutto in prossimità della regione orale dei ciliati predatori, per esempio nelle specie di Didinium predatori dei parameci. All'interno del protozoo sono circondati da uno strato granuloso e avvolti da una membrana.  Allorché il predatore si avvicina alla preda, i tossicisti vengono espulsi con violenza contro la preda che resta paralizzata facilitando così la fagocitosi da parte del predatore. Nella cavità dei tossicisti sono contenuti infatti polisaccaridi ad azione tossica e una fosfatasi acida utile nella digestione della preda
- Tricocisti :  organelli di forma bastoncellare che si trovano nelle cellule di alcuni protisti disposti in fila perpendicolarmente alla superficie cellulare. Dopo che sono stati estrusi i tricocisti hanno l'aspetto di un filamento con una terminazione appuntita; la punta tuttavia non è apprezzabile all'interno della cellula, per cui si presume che l'estremità appuntita sia frutto di una polimerizzazione successiva all'estrusione. I tricocisti possono avere funzione difensiva o di ancoraggio per il cibo. Si osservano in alcuni ciliati e in alcuni dinoflagellati. Sono identificati tre tipi di tricocisti: teniobolocisti (a forma di nastro, nei parameci), discobolocisti (a forma di disco, in Ochromonas), acantobolocisti (a forma di freccia o di aculeo, in Cryptomonas)